# Ralston Creek
Pour les articles homonymes, voir Ralston Creek (Uncompahgre).
Le Ralston Creek est un site d'exploitation aurifère découvert le 21 juin 1850 dans le Colorado, par groupes de georgiens cherokee, parmi lesquels Lewis Ralston et le pasteur John Beck, venus d'Auraria (Georgie), dans le comté de Lumpkin, sur façade ouest des Appalaches, en Géorgie.
Ces Indiens Cherokee avaient travaillé dans les mines d'or de Géorgie et décidèrent de tenter leur chance lors de la ruée vers l'or en Californie. Ils gagnèrent le Mississippi, puis remontèrent l'Arkansas jusqu'aux Montagnes Rocheuses. Aux environs de Pueblo, ils bifurquèrent vers le nord pour rejoindre la piste principale dans la South Platte (rivière) au pied des Rocheuses. Un soir qu'ils campaient au bord d'un ruisseau, il trouvèrent quelques grains jaunes. Ce fut la première découvert significative d'or dans le Colorado mais son caractère alluvionnaire fit que le groupe décida de participer plutôt à la ruée vers l'or en Californie, après avoir perdu quelques jours sur place à tenter de confirmer la déCouverte.
La découverte fut effectuée sur le site de l'actuel Arvada, dans la banlieue de l'actuelle Denver, le Ralston Creek. Le pasteur John Beck conserva un journal personnel de ces recherches et en 1857, au moment de s'installer dans l'Oklahoma avec d'autres cherokee venus de Georgie, il écrivit aux membres du groupe pour leur proposer de repartir en prospection en retrouvant le site de Ralston Creek. Partis de Georgie en février 1858 et menés par William Greeneberry Russell, ils découvrirent de l'or en juillet 1858. C'est ainsi que commença la Ruée vers l'or de Pikes Peak.